# Optischer Isolator

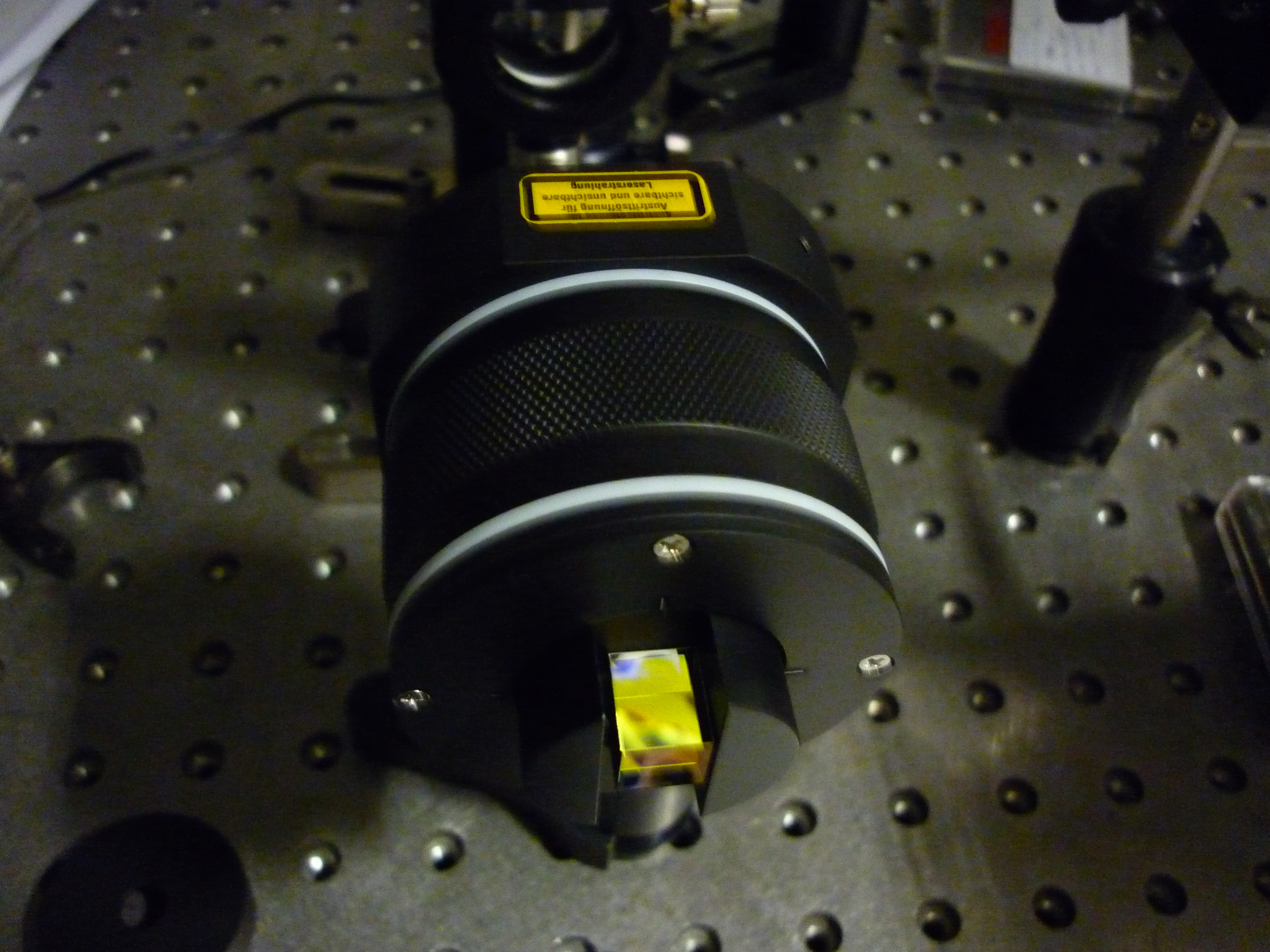
Ein optischer Isolator

Ein optischer Isolator ist ein optisches Bauteil, das Licht einer bestimmten Polarisationsrichtung nur in einer Richtung durchlässt, in der Gegenrichtung jedoch Licht beliebiger Polarisation ablenkt und ggf. absorbiert. Es wirkt somit als „Ventil“ bzw. in Gegenrichtung als „Isolator“ und wird daher in Analogie zur elektrischen Diode manchmal auch als „optische Diode“ bezeichnet.
Optische Isolatoren werden oft in der Lasertechnik verwendet, um unerwünschte Rückreflexionen aus einer optischen Apparatur in den Laser zu vermeiden, die durch Rückkopplung die Laserleistung beeinflussen (bis hin zum Abriss der Lichtemission) oder den Laser schädigen können. Sie dienen auch zur richtungsabhängigen Entkopplung optischer Verstärker.
Optische Isolatoren nach dem Faraday-Effekt bestehen aus einem optischen Faraday-Rotator zwischen zwei um 45° verdrehten Polarisationsfiltern und werden auch Faraday-Isolator genannt.

## Funktionsweise
Optische Isolatoren nutzen den Faraday-Effekt. Ein optisch inaktives Material wird durch das Anlegen eines externen Magnetfeldes optisch aktiv und dreht die Polarisation des Lichtes. Anders als bei anderen polarisationsdrehenden Materialien, bei denen das Licht richtungsunabhängig immer im gleichen Richtungssinn gedreht wird, ist der Drehsinn des Faraday-Rotators abhängig vom Winkel α zwischen der Ausbreitungsrichtung des Lichtes und der des Magnetfeldes. Licht, das entgegengesetzt zu den Magnetfeldlinien einfällt (α=180°), wird genau entgegengesetzt gedreht zu Licht, das in Richtung der Magnetfeldlinien (α=0°) einfällt.
Diesen Effekt nutzt man in folgender Weise: Man legt an ein geeignetes durchsichtiges Material ein Magnetfeld parallel zur optischen Achse an und wählt die Stärke des Magnetfeldes so, dass die Polarisation des Lichts genau um 45° gedreht wird. Wenn man an die beiden Enden des magnetisierten Materials Polarisationsfilter stellt, die zueinander um 45° verdreht sind, dann wird das Licht, das aus der einen Richtung kommt, um 45° gedreht, so dass es das hintere Polarisationsfilter (den Analysator) ungehindert passieren kann. Licht, das aus der entgegengesetzten Richtung kommt, wird jedoch so gedreht, dass es nun senkrecht auf das vordere Polarisationsfilter auftrifft. Es wird somit nicht durchgelassen, sondern (im Falle von Polarisations-Prismenwürfeln) zur Seite reflektiert.
Da die Faraday-Rotation des Lichts stark von der Wellenlänge abhängt, funktionieren optische Isolatoren nur bei einer bestimmten Wellenlänge perfekt; bei allen anderen Wellenlängen wird Licht auch in Gegenrichtung durchgelassen und ein Teil des Lichts in Vorwärtsrichtung vom Analysator ausgefiltert.

## Ausführung
Wichtige Eigenschaften des optischen Mediums in Faraday-Isolatoren sind eine hohe Verdet-Konstante, also starke Drehung der Polarisationsebene, geringe Absorption des Lichts, und bei hohen Laserleistungen geringe optische Nichtlinearität und hohe Zerstörschwelle.
Im Bereich des sichtbaren Lichts und im nahen Infrarot wird Terbium-dotiertes Glas oder Terbium-Gallium-Granat (TGG) verwendet, bei Wellenlängen über 1100 nm auch Yttrium-Eisen-Granat (YIG). Die notwendigen Magnetfelder werden mit starken Permanentmagneten, z. B. Neodym-Eisen-Bor-Magneten erzeugt; dadurch kann die Länge des optischen Mediums relativ kurz gehalten werden (ein bis einige Zentimeter).
Hersteller bieten meist die mit Dauermagneten versehenen Faraday-Rotatoren und die erforderlichen Polarisatoren getrennt an.

## Verwandte Anwendungen und Bauteile
Unter anderem zu Modulationszwecken kann das Magnetfeld prinzipiell auch mit einer stromdurchflossenen Spule erzeugt werden. Die Modulationsgeschwindigkeiten sind jedoch gering, und die Erwärmung ist von Nachteil.
Zur schnellen Modulation von Laserstrahlen oder zur Güteschaltung werden daher akustooptische Modulatoren, Kerr-Zellen oder insbesondere Pockels-Zellen eingesetzt.
Letztere beruhen auch auf der Drehung der Polarisationsrichtung von Licht.
Isolatoren gibt es auch für Mikrowellen. Diese arbeiten mit magnetisierten Ferrit-Bauteilen in Hohl- bzw. Wellenleitern.
Darüber hinaus besitzen optische Isolatoren in der Lasermaterialbearbeitung eine entscheidende Bedeutung. Sie werden z. B. bei leistungsstarken Diodenlasern im Kilowattbereich eingesetzt, um die Laserdiode vor der an der Oberfläche des zu bearbeitenden Metalls rückreflektierten Strahlung zu schützen.